# HD 62647
HD 62647，又名BD+37 1769，SAO 60328、HR 2999，是一颗恒星，视星等为5.18，位于銀經182.32，銀緯26.5，其B1900.0坐标为赤經7h 39m 58.9s，赤緯+37° 26.5′ 35″。